# Mistrovství Československa jednotlivců na klasické ploché dráze 1990
Mistrovství Československa jednotlivců na klasické ploché dráze 1990.

## Celkové výsledky

### Praha - 9. října 1990
| Pořadí | Jméno              | Klub                | Body | Body celkem |
| ------ | ------------------ | ------------------- | ---- | ----------- |
| 1.     | Antonín Kasper     | Olymp Praha         |      | 14+3        |
| 2.     | Zdeněk Tesař       | Pardubice           |      | 16          |
| 3.     | Petr Vandírek      | Olymp Praha         |      | 15          |
| 4.     | Lubomír Jedek      | Olymp Praha         |      | 14          |
| 5.     | Jan Holub          | Olymp Praha         |      | 10          |
| 6.     | Václav Milík       | Pardubice           |      | 10          |
| 7.     | Karel Průša        | Chabařovice         |      | 7           |
| 8.     | Jiří Hurych        | Olymp Praha         |      | 7           |
| 9.     | Bořivoj Hádek      | Pardubice           |      | 7           |
| 10.    | Jan Schinágl       | Pardubice           |      | 5           |
| 11.    | Pavel Karnas       | Pardubice           |      | 5           |
| 12.    | Pavel Koten        | Chabařovice         |      | 4           |
| 13.    | Gašpar Forgáč      | Pardubice           |      | 4           |
| 14.    | Jaroslav Gavenda   | Březolupy           |      | 4           |
| 15.    | Vladimír Kalina    | Pardubice           |      | 0           |
| 16.    | Petr Grolmus       | VTJ Racek Pardubice |      | 0           |
| 17.    | Radomír Semela     | Olymp Praha         |      | 6R          |
| 18.    | Vlastimil Červenka | Březolupy           |      | 3R          |